# Colapso de viaduto em Belo Horizonte

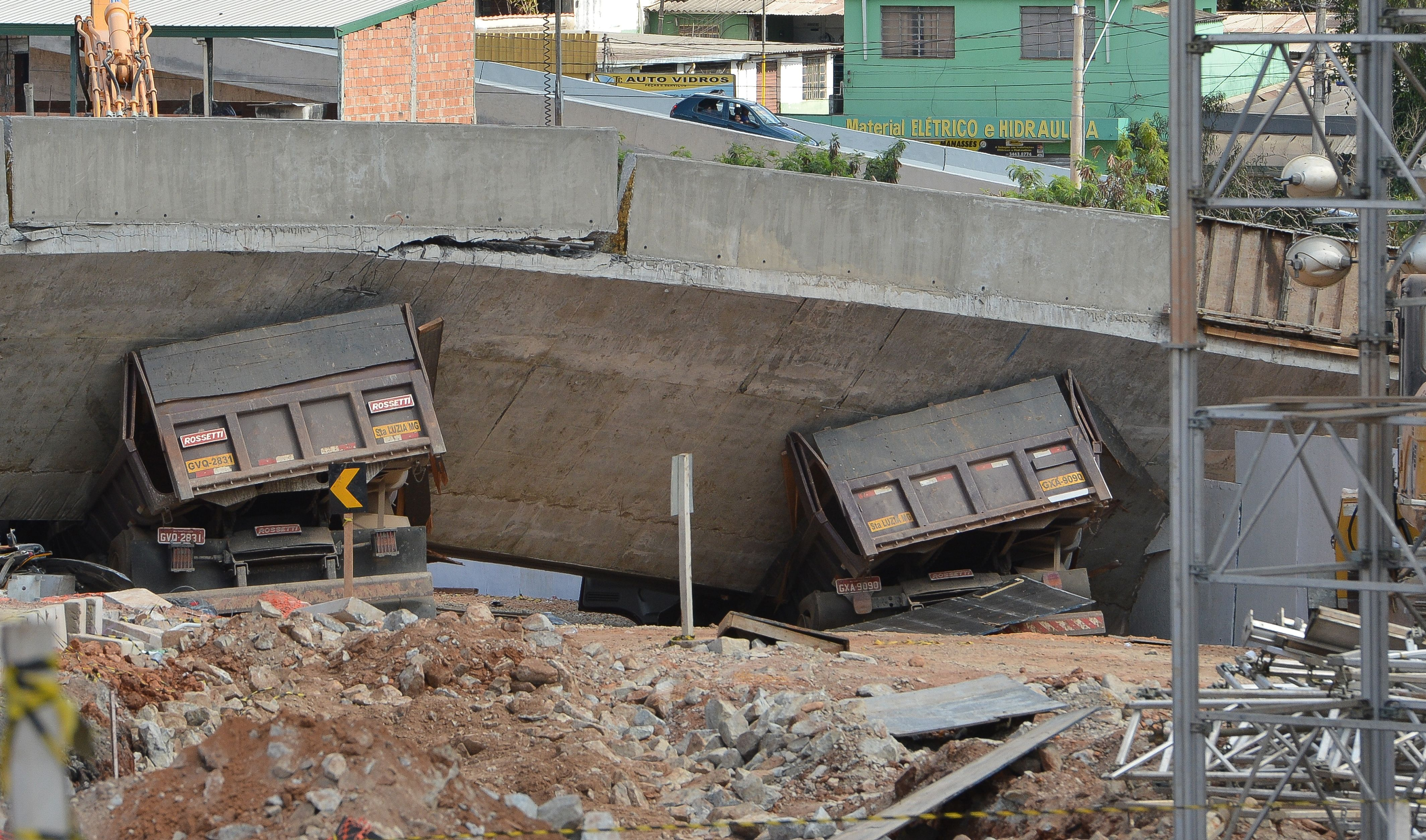
O viaduto após o colapso

Em 3 de julho de 2014, um viaduto desabou em Belo Horizonte, Brasil, em uma avenida movimentada abaixo. O viaduto estava em construção e não estava aberto ao tráfego no momento. O acidente deixou duas pessoas mortas e 22 outras feridas.

## Contexto
O projeto de construção fez parte das melhorias de infraestrutura destinadas a preparar a Copa do Mundo FIFA de 2014 que estava ocorrendo no momento do colapso. A ponte deveria fazer parte do sistema de veículo leve sobre pneus Move. A ponte de concreto e aço estava localizada a três quilômetros do Mineirão, onde muitos jogos da Copa do Mundo foram disputados. A construção começou em 2010 e estava programada para ser concluída em maio de 2014. A Copa do Mundo já era impopular no público devido aos altos custos para os contribuintes.

## Acidente
Em 3 de julho de 2014, o viaduto desabou na movimentada Avenida Pedro I abaixo. Um ônibus e vários carros foram esmagados sob os escombros. O motorista do ônibus e outra pessoa foram mortos e 22 outras pessoas ficaram feridas. Pelo menos 12 dos feridos foram levados para o hospital; cinco outros foram libertados após tratamento no local do acidente.

## Investigação
A empresa que estava construindo o viaduto, a Cowan, imediatamente montou uma equipe forense para investigar as causas do acidente. A equipe técnica foi enviada para o local do acidente no dia do colapso.

## Reação
Uma testemunha criticou as autoridades e empresas envolvidas por "não fazer as coisas corretamente" e culpou os cronogramas acelerados de construção e sua "incompetência" pelo desastre. O funcionário do banco também afirmou que "todo mundo está com raiva". A então presidente Dilma Rousseff ofereceu suas condolências "às famílias das vítimas" em um post no Twitter. A Prefeitura de Belo Horizonte divulgou comunicado informando que Marcio Lacerda, prefeito de Belo Horizonte, havia declarado oficialmente três dias de luto na cidade.